# Essay, Orne
Essay är en kommun i departementet Orne i regionen Normandie i nordvästra Frankrike. Kommunen ligger i kantonen Le Mêle-sur-Sarthe som tillhör arrondissementet Alençon. År 2022 hade Essay 543 invånare.

## Befolkningsutveckling
Antalet invånare i kommunen Essay
| Referens: INSEE |